# Varné sklo
Varné sklo (známé i pod technickými názvy boritokřemičité sklo, borokřemičité sklo nebo borosilikátové sklo) je druh skla se zvýšenou odolností vůči vysokým teplotám při přímém zahřívání a s vysokou chemickou odolností. Jeho složení a vlastnosti jsou definovány mezinárodním technickým standardem ISO 3585.
Vynálezcem varného skla je německý chemik Otto Schott (1851–1935), jehož sklárna z durynského města Jena ho uvedla na trh roku 1887. Přibližně od roku 1920 se datuje obchodní označení Jenaer Glas (česky Jenské sklo) nebo též JENAGLAS, pod kterou ho v Jeně vyrábí a prodává i dnešní společnost Zwiesel Kristallglas AG. V České republice toto sklo podle vlastní receptury vyrábí společnost Kavalierglass v Sázavě pod obchodní značkou SIMAX.
Varné sklo má řadu specifických možností využití:
- Pro výrobu laboratorního skla – zkumavek, baněk, reakčních nádob aj. pro všechny druhy práce v laboratořích nejrůznějších vědeckých oborů.
- Pro výrobu různých součástí průmyslových technologií, zejména v chemickém a petrochemickém průmyslu, ve farmacii apod.
- Pro výrobu světelných zdrojů, například baněk pro halogenové žárovky.
- Pro výrobu zdravotnické techniky.
- V domácnostech je využíváno zejména ve formě varného nádobí, jako jsou různé zapékací mísy a misky, varné konvice i nádoby pro chemicky konzervované potraviny.